# The Assassination of Trotsky
The Assassination of Trotsky is een Italiaans-Frans-Britse dramafilm uit 1972 onder regie van Joseph Losey.

## Verhaal
Na zijn verbanning door Stalin woont Leon Trotski in een villa in Mexico. Daar houdt hij zich nog steeds bezig met politiek. Zijn oude vijanden sturen de huurmoordenaar Frank Jackson op hem af. Jackson verleidt de knappe idealiste Gita Samuels, een van de sympathisanten van Trotski. Aldus dringt de huurmoordenaar door tot zijn kring van vertrouwelingen.

## Rolverdeling
| Acteur               | Personage              |
| -------------------- | ---------------------- |
| Richard Burton       | Leon Trotski           |
| Alain Delon          | Frank Jackson          |
| Romy Schneider       | Gita Samuels           |
| Valentina Cortese    | Natalja Sedova Trotski |
| Enrico Maria Salerno | Salazar                |
| Luigi Vannucchi      | Ruiz                   |
| Jean Desailly        | Alfred Rosmer          |
| Simone Valère        | Marguerite Rosmer      |
| Duilio Del Prete     | Felipe                 |
| Peter Chatel         | Otto                   |
| Jack Betts           | Lou                    |
| Michael Forest       | Jim                    |
| Carlos Miranda       | Sheldon Harte          |
| Joshua Sinclair      | Sam                    |
| Pierangelo Civera    | Pedro                  |